# Siegfried Rudolph
Kurt Siegfried Rudolph (* 12. April 1915 in Leipzig; † 27. Februar 2004 in Mitwitz, Oberfranken, Bayern) war ein deutscher Mediziner, Heimatforscher, Hobbyhistoriker und Autor.

## Familie
Siegfried Rudolph wurde als erstes Kind und ältester Sohn des Volksschullehrers Friedrich Hermann Kurt Rudolph (* 24. Oktober 1884 in Bernsdorf) und dessen Ehefrau Agnes Hedwig Helene, geb. Bäßler (* 14. Februar 1890 in Plagwitz) geboren. Seine Eltern hatten am 16. Oktober 1913 standesamtlich und kirchlich geheiratet. Die evangelisch-lutherische Familie wohnte in Leipzigs Brockhausstraße 29 III im Stadtteil Schleußig. Sein Vater unterrichtete an der 5. Bezirksschule in der Elsässer Straße 1–3 in Gohlis. Siegfried Rudolph hatte zwei jüngere Geschwister, Hermann Wilhelm Walter Rudolph (* 25. Dezember 1916 in Leipzig; † 31. August 1942) und Auguste Charlotte Rudolph (* 13. Januar 1920 in Leipzig), später verheiratete Schröter.
Im Jahr 1941 heiratete Siegfried Rudolph die überwiegend in Schlesien aufgewachsene Kinderkrankenschwester Rosemaria Kober (* 23. Juni 1916 in Memel, Ostpreußen; † 28. Mai 2005 in Mitwitz). Aus dieser Ehe gingen fünf Kinder hervor, Sabine (* 1945), Mechtild (* 1949), Matthias (* 1951), Gertrud (* 1954) und Ulrike (* 1957).

## Schule und Studium

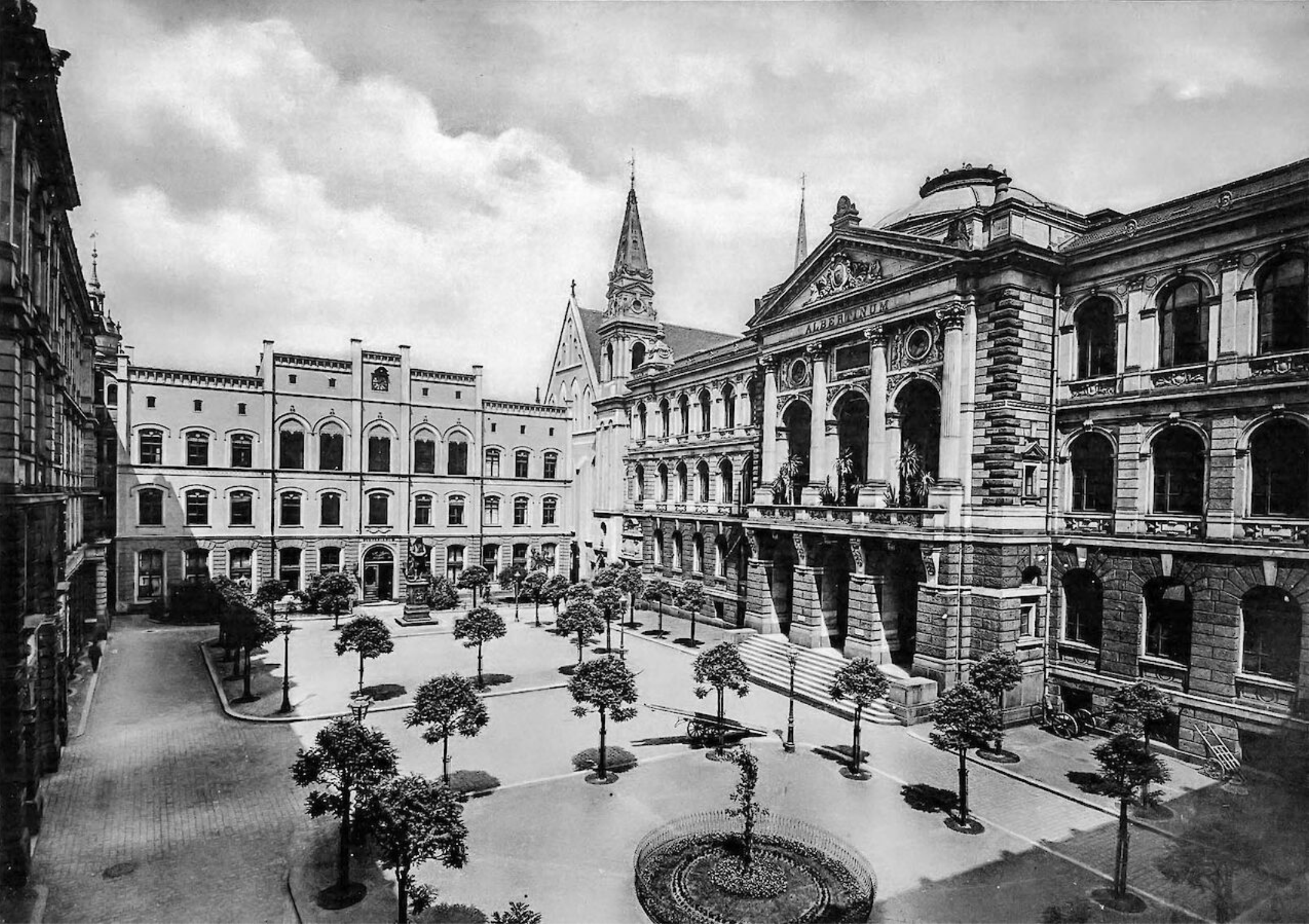
Universität Leipzig

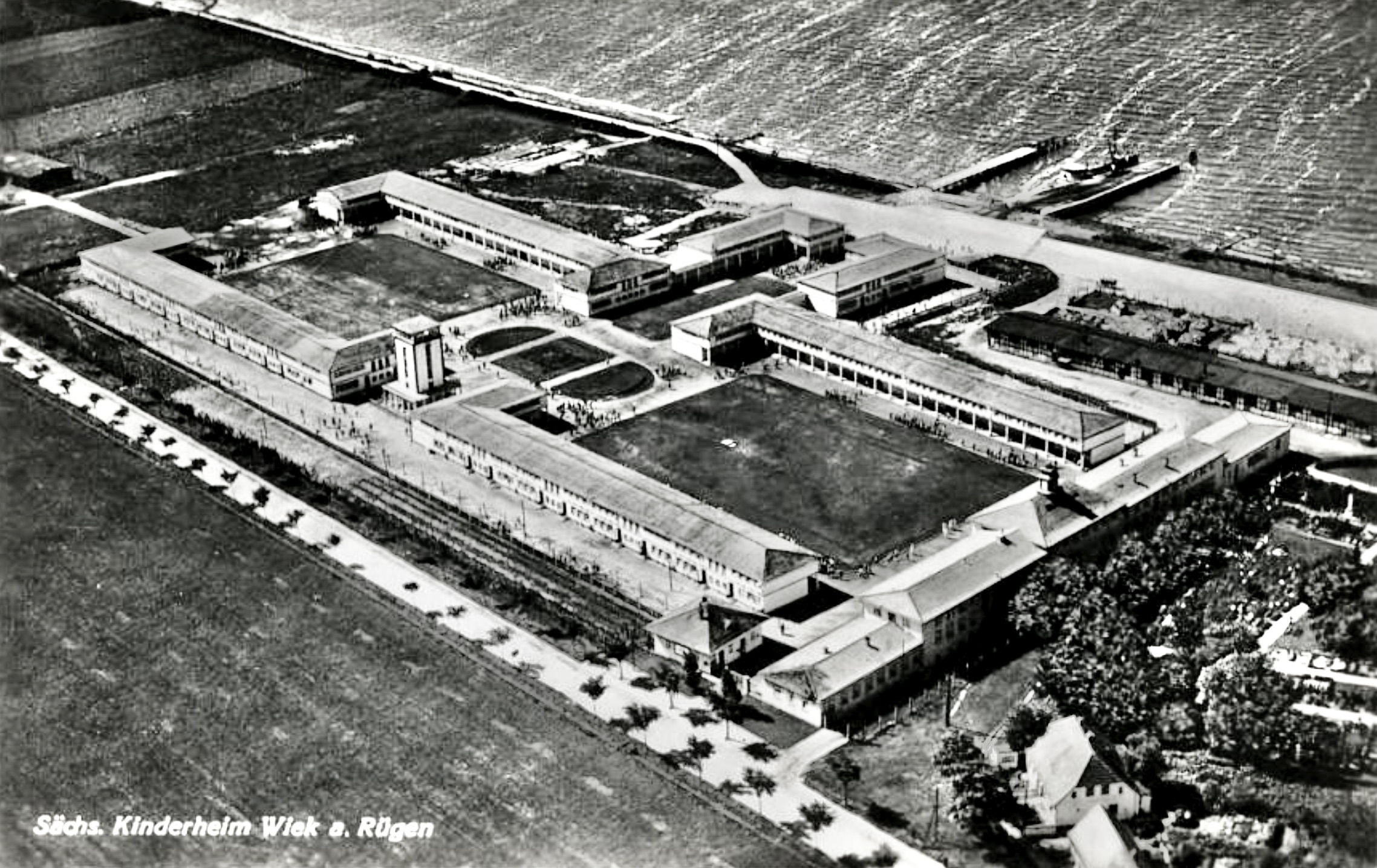
Sächsisches Kinderkurheim Wiek auf Rügen

Nach vier Jahren in der Volksschule besuchte er neun Jahre die Herderschule in Leipzig, eine städtische Oberrealschule (heute: Immanuel-Kant-Schule), die er Ostern 1934 mit dem Abitur abschloss. An der Universität seiner Geburtsstadt studierte er ab Wintersemester 1934/35 Medizin, insgesamt zehn Semester. Am Ende des fünften Semesters legte er seine ärztliche Vorprüfung mit der Gesamtnote sehr gut ab. Mit demselben Ergebnis beendete er am 3. November 1939 die ärztliche Prüfung. Anschließend absolvierte er sein praktisches Jahr (hier: 15 Monate) an der Universitätskinderklinik Leipzig, am Sächsischen Kinderkurheim (auch: Weiße Kinderstadt am Bodden) in Wiek auf der Ostseeinsel Rügen, an der Universitätsfrauenklinik Leipzig (1 Monat) und in Vertretung eines niedergelassenen praktischen Arztes (1 Monat). Seine Approbation datiert auf den 1. April 1940.
Im Jahr 1941 legte er seine Dissertation zum Thema Zur Frage der Identität von Osteogenesis imperfecta congenita und Osteopsathyrosis idiopathica vor, mit der er zum Doctor medicinae (Dr. med.) promovierte.

## Militärdienst und Kriegsgefangenschaft
Nach seiner Einberufung diente er während des Zweiten Weltkrieges in der Wehrmacht als Stabsarzt und war an der Ostfront eingesetzt. In der Sowjetunion wurde er nachträglich Zeuge mindestens eines durch Deutsche begangenen Kriegsverbrechens größeren Ausmaßes, höchstwahrscheinlich an Juden. Kinder des Mediziners vermuten, dass das nach seiner Pensionierung auf jüdische Schicksale fokussierende historische Engagement ihres Vaters möglicherweise als eine Art persönlicher Wiedergutmachung gemeint gewesen sein könnte. In den Jahren 1945 bis 1948 soll Siegfried Rudolph in französischer Kriegsgefangenschaft gewesen sein.

## Wirken
Nach seiner Rückkehr nach Deutschland praktizierte er ab 1949 im oberfränkischen Mitwitz im Landkreis Kronach als niedergelassener Arzt für Allgemeinmedizin, eine hausärztliche Tätigkeit, die er ebenda bis 1980 ausübte. Dabei entdeckte er am Türpfosten des Hauses Nr. 23 (heute: Kronacher Straße 10), in dem er seine Praxis anfangs betrieb, Überreste der typischen Befestigung einer Mesusa, die ihn darauf aufmerksam machten, dass das Gebäude in jüdischem Besitz gewesen sein musste. Im örtlichen Archiv fand er heraus, dass es sich um das von dem Viehhändler Gottlieb Bamberger (1770–1834) im Jahr 1805 errichtete Wohnhaus gehandelt haben soll, das ab 1836 dessen Sohn, dem Feinbäcker David Bamberger (1811–1890) gehörte, der darin etwa 1837 das Unternehmen D. Bamberger gründete. Diese Erkenntnis markierte wohl den Beginn seines historischen Interesses an der ehemaligen jüdischen Bevölkerung von Mitwitz: „Zu den Bambergers habe ich eine besondere Beziehung. Sie waren die ersten der Mitwitzer Judengemeinde[,] von denen ich hörte, gleich als ich im ehemaligen Bambergerhaus meine Praxis begann. Dies war 1949, 62 Jahre[,] nachdem David als letzter von hier wegzog. Da gab es noch eine Reihe Alter, die ihn, den »Zuckerbäcker«[,] noch gekannt hatten[;] lebhaft war natürlich auch in Mitwitz die Erinnerung an die B[a]mbergers in Lichtenfels[…]“.

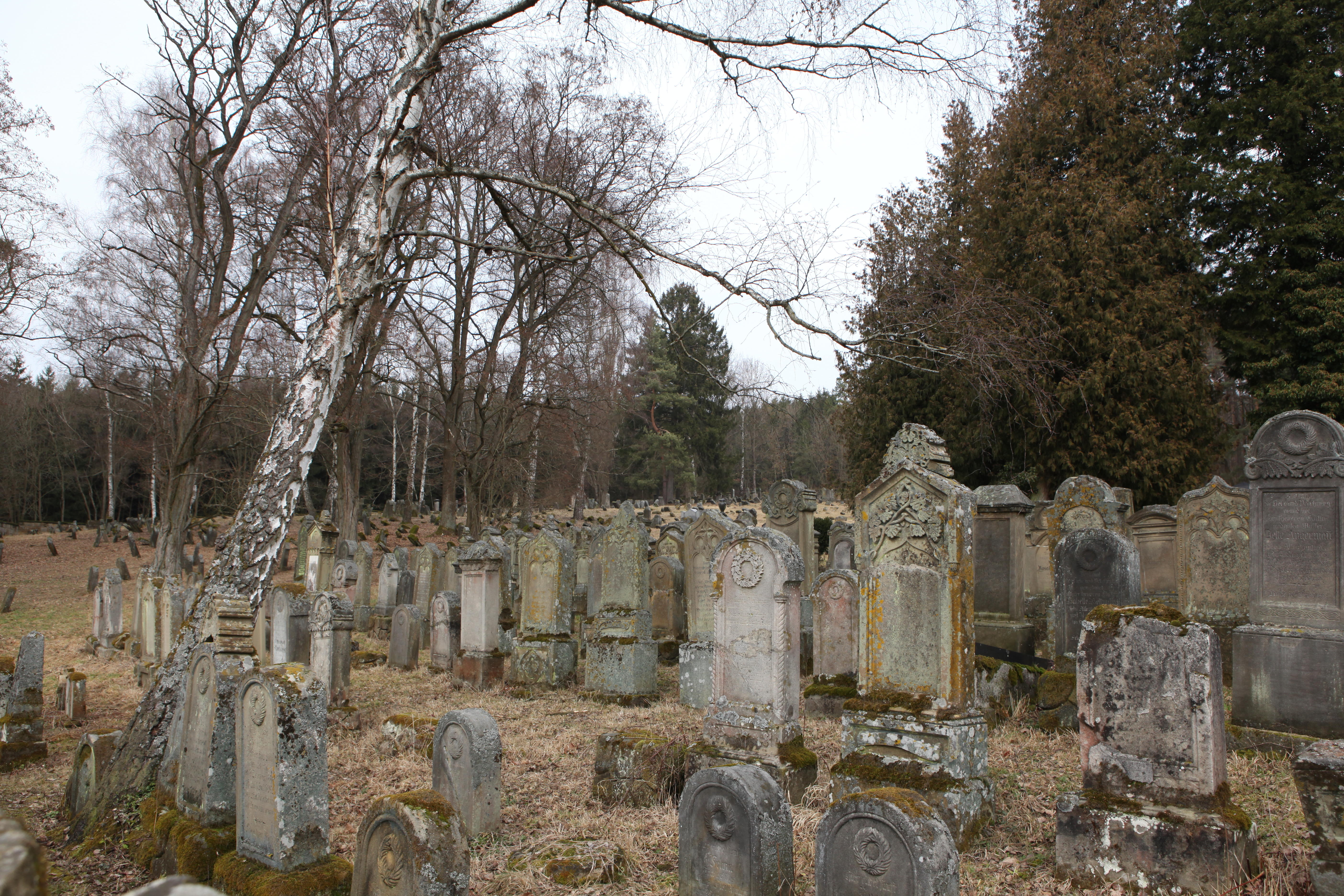
Jüdischer Friedhof Burgkunstadt, Teilansicht

Unmittelbar nach seiner Pensionierung war Siegfried Rudolph über eine Zeitspanne von rund fünfzehn Jahren als Heimatforscher und Hobbyhistoriker aktiv.
Dabei fokussierte er auf die Sichtung von Archivalien zur Geschichte der Juden im ehemaligen Obermainkreis (entspricht etwa der heutigen Region Oberfranken) im Wasserschloss Mitwitz der Freiherren von Würtzburg, die er vor Ort über mehrere Jahre entzifferte. Er erfasste unter fachkundiger Beratung durch den Direktor des Bayerischen Staatsarchivs Bamberg, Rainer Hambrecht, u. a. mehr als 2000 Grabsteine des jüdischen Friedhofes von Burgkunstadt, des größten jüdischen Begräbnisplatzes der Region Oberfranken, und veröffentlichte dazu 1995 gemeinsam mit Josef Motschmann eine illustrierte Bestandsaufnahme, ergänzt durch einen Beitrag von Günter Dippold zu benachbarten jüdischen Begräbnisplätzen.
Die Arbeit über den jüdischen Friedhof von Burgkunstadt wurde durch den in Bamberg geborenen Historiker Herbert Loebl in die englische Sprache übersetzt und fand demzufolge insbesondere in Großbritannien und den Vereinigten Staaten ein großes Echo.
Für seine Arbeit zu diesem Projekt wurde Siegfried Rudolph im Jahr 1998 durch das B’nai B’rith Klutznick National Jewish Museum in Washington, D.C. mit dem George Washington Award gewürdigt. Die Laudatio hebt hervor, dass er durch sein Wirken zu den Schicksalen der ehemaligen Mitwitzer Juden und seiner Kontaktaufnahme mit Emigrierten und deren Nachfahren teils deren bislang unbekannte Verwandtschaftsbeziehungen offengelegt und so aktiv zu Familienzusammenführungen beigetragen hat – über Kontinente hinweg. So konnte beispielsweise Herbert Loebl aus Großbritannien mit dem ihm bis dahin unbekannten Cousin Klaus Bamberger in den USA, dem Sohn des in Mitwitz geborenen Otto Bamberger, zu dem Siegfried Rudolph publiziert hatte, erstmals Kontakt knüpfen, beide zusammen dann mit einem weiteren bislang unbekannten Cousin und den jeweiligen Familienverbänden.
Siegfried Rudolph forschte zur Mikwe in Küps und entdeckte in Mitwitz eine zweite Mikwe (Baudenkmal D-4-76-154-45), die auf sein Betreiben unter Denkmalschutz gestellt wurde. Die Örtlichkeit dieser Mikwe ist für einen virtuellen Rundgang online als 3D-Animation abrufbar.
Siegfried Rudolph verstarb im Alter von 88 Jahren und wurde in Mitwitz beigesetzt. Der ehemalige Landrat Heinz Köhler widmete ihm 2020 eine Buchveröffentlichung zur Geschichte der Juden in Mitwitz.

## Ehrung
- 19. Mai 1998 – George Washington Award des B’nai B’rith Klutznick National Jewish Museum, Washington, D. C.[10][24]

## Veröffentlichungen
- Zur Frage der Identität von Osteogenesis imperfecta congenita und Osteopsathyrosis idiopathica. Dissertation, Medizinische Fakultät der Universität Leipzig, Leipzig 1941, OCLC 783116923.
- Judentauchbäder in Mitwitz und Küps. In: Landkreis Kronach (Hrsg.), Arbeitskreis Heimatpflege: Heimatkundliches Jahrbuch, Nr. 18 (1990/91), ISBN 3-9802664-9-4, OCLC 645660273, S. 77–83.
- Ein Mitwitzer Kunstsammler. In: Mitteilungsblatt – Amtsblatt für die Verwaltungsgemeinschaft Mitwitz, Nr. 25 (1992), 19. Juni 1992, S. 1.
- Der jüdische Friedhof von Burgkunstadt. Mitwitz 1993, OCLC 1018036796.
- mit Herbert Loebl (Übersetzung): The Jewish Cemetery at Burgkunstadt. Report about the Jewish cemetery of Burgkunstadt with photos and maps. Mitwitz 1995, OCLC 1018036796.
- mit Josef Motschmann und Günter Dippold: „Guter Ort“ über dem Maintal – Der jüdische Friedhof bei Burgkunstadt (= CHW-Monographien, Band 1), Colloquium Historicum Wirsbergense, Kommissionsverlag H. O. Schulze, Lichtenfels 1999, ISBN 3-87735-146-8, OCLC 970949273.
- Die Familie des Ludwig A. Freund. In: Friedrich Bürger (Hrsg.): 750 Seiten Mitwitz – Ein Sammelband. Selbstverlag, Mitwitz 2012, ohne ISBN, OCLC 814521359, S. 425–452.
- Ludwig A. Freund als Schüler. In: Friedrich Bürger (Hrsg.): 750 Seiten Mitwitz – Ein Sammelband. Selbstverlag, Mitwitz 2012, ohne ISBN, OCLC 814521359, S. 425–452.
- Das Revolutionsjahr 1848 in Mitwitz. In: Friedrich Bürger (Hrsg.): 750 Seiten Mitwitz – Ein Sammelband. Selbstverlag, Mitwitz 2012, ohne ISBN, OCLC 814521359, S. 425–452.
- Englische Königin adelt ein Mitglied der Mitwitzer Familie Freund. In: Friedrich Bürger (Hrsg.): 750 Seiten Mitwitz – Ein Sammelband. Selbstverlag, Mitwitz 2012, ohne ISBN, OCLC 814521359, S. 425–452.
- Hermann Freund – Konsul von Kolumbien. In: Friedrich Bürger (Hrsg.): 750 Seiten Mitwitz – Ein Sammelband. Selbstverlag, Mitwitz 2012, ohne ISBN, OCLC 814521359, S. 425–452.
- Therese Bamberger wandert nach Amerika aus. In: Friedrich Bürger (Hrsg.): 750 Seiten Mitwitz – Ein Sammelband. Selbstverlag, Mitwitz 2012, ohne ISBN, OCLC 814521359, S. 425–452.
- Die Nachkommen des Mayer Samuel Fechheimer. In: Friedrich Bürger (Hrsg.): 750 Seiten Mitwitz – Ein Sammelband. Selbstverlag, Mitwitz 2012, ohne ISBN, OCLC 814521359, S. 425–452.
- Otto Bamberger – ein Mitwitzer Kunstsammler. In: Friedrich Bürger (Hrsg.): 750 Seiten Mitwitz – Ein Sammelband. Selbstverlag, Mitwitz 2012, ohne ISBN, OCLC 814521359, S. 425–452.